# Heterochroma beryllus
Heterochroma beryllus är en fjärilsart som beskrevs av Achille Guenée 1852. Heterochroma beryllus ingår i släktet Heterochroma och familjen nattflyn. Inga underarter finns listade i Catalogue of Life.